# منزل إمام الجمعة
منزل إمام الجمعة (بالفارسية: خانه امام جمعه) هو منزل تاريخي يعود إلى عصر القاجاريون، ويقع في طهران.